# Fredrik Stang den yngre

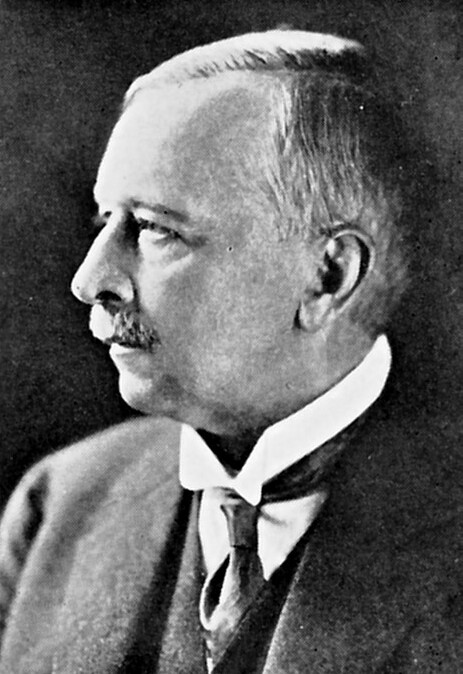
Fredrik Stang den yngre.

Fredrik Stang den yngre, född den 27 december 1867, död den 15 november 1941, var en norsk rättslärd och statsman. Han var son till Emil Stang den äldre och bror till Emil Stang den yngre.

## Biografi
Stang blev juris kandidat 1890, studerade 1893–1894 privaträtt i Berlin, Strassburg och London, blev høyesterettsadvokat 1896, professor i rättsvetenskap 1897, och var från 1901 e.o. assessor i Høyesteret, 1901–1903 ledamot av den skandinaviska kommittén rörande lag om köp, vars motivering han författat.
Stang studerade 1905–1906 fransk och jämförande förmögenhetsrätt i Paris, var 1905–1908 ledamot av Kristiania stadsstyrelse, och kom därigenom in i det offentliga livet. 1906–1909 var han stortingsman, vald av den förenade högern och de frisinnade i Kristiania, och 1908–1911 Høyres ledare i egenskap av partistyrelsens ordförande.
Stang avsade sig båda dessa positioner för att återvända till sin lärostol, trots att hans vältalighet, mångsidiga kunskaper och vinnande personlighet gjort sig gällande i stortinget. I högerministären Bratlie var han 19 februari 1912–30 januari 1913 justitieminister. Han blev 1921 rektor vid universitetet och var 1922–1941 ordförande i Stortingets Nobelkomitté, där han hade varit suppleant 1913–1915 och var ledamot från 25 maj 1918 till 31 december 1918 samt från 8 februari 1921 till sin död.
Stang intar en framstående plats i den moderna norska rättsvetenskapen. Utom en rad specialavhandlingar, betänkanden med mera publicerade han verket Norsk formueret (I. Indledning, 1911, andra upplagan 1921) och en större samling förmögenhetsrättsliga och rättsfilosofiska monografier, Fra spredte retsfelter (2 band, 1916–1917). Av hans övriga arbeten bör nämnas Erstatningsansvar (1919).
Stang bedrev även historiska studier och gav ut ett större verk om Norges historia under 1800-talet. På Nordiska interparlamentarikermötet i Kristiania 1917 framhöll han att det vetenskapliga samarbetet i de nordiska länderna borde återupptas. Resultatet blev i Norge upprättandet 1919 av Statens videnskapelige forskningsfond. Stang blev riddare av Nordstjärneorden 1904.